# 相川町 (田原市)
相川町（あいかわちょう）は、愛知県田原市の地名。丁番を持たない単独町名であるが、20の小字が設置されている。

## 地理
旧田原町域に位置する。

### 字一覧
字名は以下の通りである。
| - 一本木（いっぽんぎ） - 数原（かずわら） - 数原前（かずわらまえ） - 片神戸（かたかんべ） - 萱場（かやば） - 栗穴（くりあな） - 栗穴下（くりあなした） | - 鴫森（しぎのもり） - 高木（たかぎ） - 長仙寺境（ちょうせんじざかい） - 長田（ちょうだ） - 寺前（てらまえ） - 流田（ながれだ） - 西野（にしの） | - 札木（ふだぎ） - 丸山（まるやま） - 美里台（みさとだい） - 御嶽（みたけ） - 向田（むかいだ） - ヤベ井（やべい） |

## 歴史

### 沿革
- 2005年（平成17年） - 六連町の一部により、田原市相川町として成立[1]。

## 世帯数と人口
2015年（平成27年）10月1日現在の世帯数と人口は以下の通りである。
| 町丁   | 世帯数 | 人口  |
| ------ | ------ | ----- |
| 相川町 | 54世帯 | 166人 |

### 人口の変遷
国勢調査による人口の推移
| 2005年（平成17年） | 202人 | [ 7 ] |  |
| 2010年（平成22年） | 161人 | [ 8 ] |  |
| 2015年（平成27年） | 166人 | [ 3 ] |  |

## 学区
市立小・中学校に通う場合、学区は以下の通りとなる。また、公立高等学校に通う場合の学区は以下の通りとなる。
| 番・番地等 | 小学校                 | 中学校             | 高等学校 |
| ---------- | ---------------------- | ------------------ | -------- |
| 全域       | 田原市立田原東部小学校 | 田原市立東部中学校 | 三河学区 |

## その他

### 日本郵便
- 郵便番号 : 441-3418[4]（集配局：田原郵便局[11]）。